# Oxydendrum arboreum
Oxydendrum es un género de plantas pertenecientes a la familia de las Ericáceas. Se trata de un género monotípico, que cuenta con una sola especie: Oxydendrum arboreum, llamada comúnmente oxidendro. Es nativo del este de Norteamérica, desde el sur de  Pensilvania sur y noroeste de Florida y oeste y sur de Illinois; es muy común en las zonas bajas de las Montañas Apalaches. Es el único miembro de la tribu Oxydendreae.

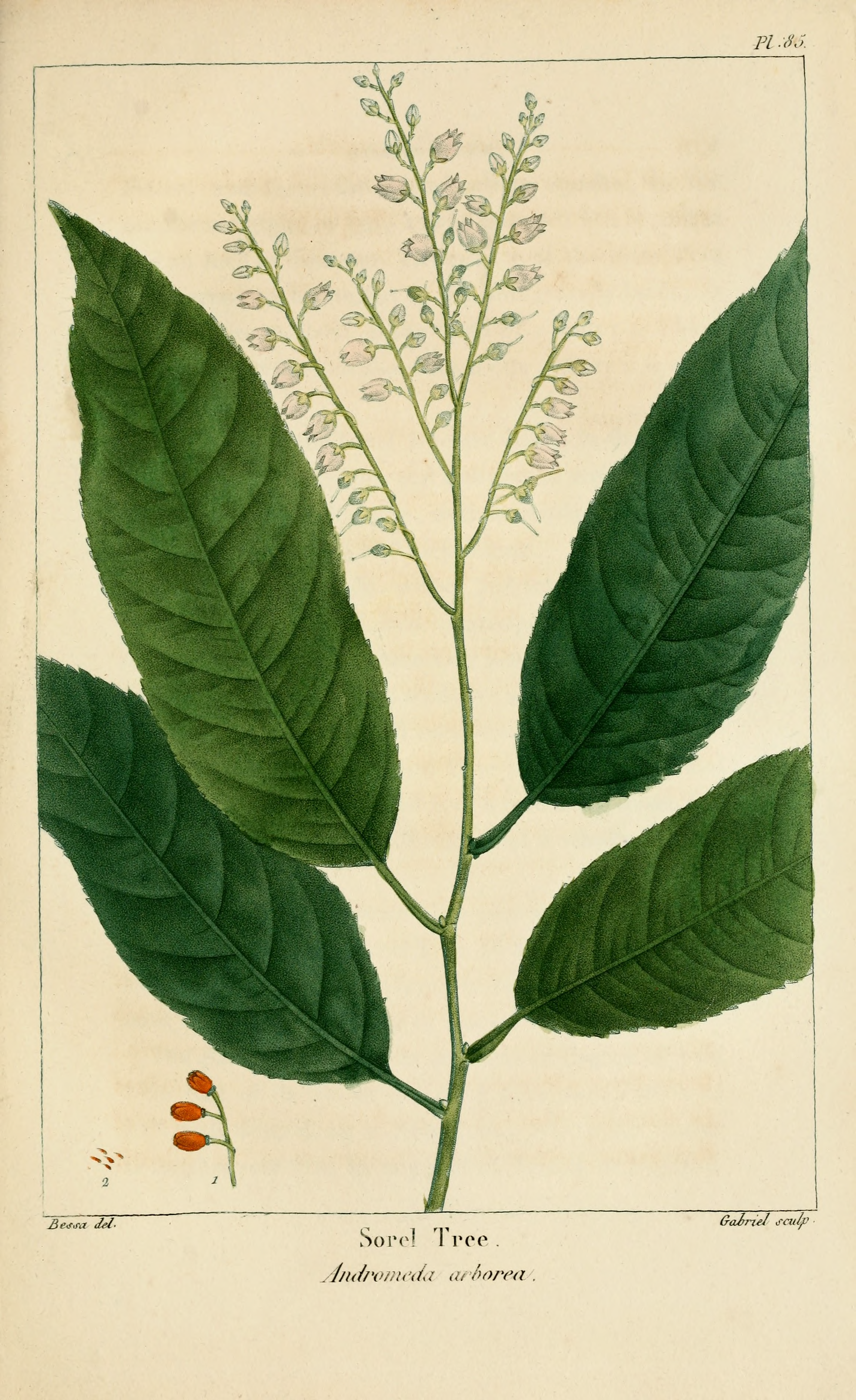
Ilustración

## Descripción
Es un pequeño árbol o gran arbusto que alcanza 10-20 m de altura y el tronco 50 cm de diámetro. Las hojas se disponen en espiral, caducas, de 8-20 cm de longitud y 4-9 cm de ancho con los márgenes serrados finamente. Las flores son blancas, acampanadas de 6-9 mm de longitud, producidas en panículas. El fruto es una pequeña cápsula. 

## Cultivo y usos
El Oxydendrum arboreum es perfectamente resistente en el norte y es un digno árbol ornamental en jardines y parques. Su floración tardía hace que sea deseable, y su colorido otoñal es particularmente hermoso y brillante. Las hojas están fuertemente cargada de ácido, y hasta cierto punto tiene la apariencia de la del melocotón. Las hojas son también utilizadas como un laxante.  
Es famoso por el néctar, y para la miel que se produce a partir de ella. El jugo de sus flores se utiliza para hacer jalea. Los brotes fueron utilizados por los Cheroqui y el Catawba para hacer flechas.

## Taxonomía
Oxydendrum arboreum fue descrita por (L.) DC.   y publicado en Prodromus Systematis Naturalis Regni Vegetabilis 7(2): 601. 1839.
Sinonimia
- Andromeda arborea L.	[4]